# Municipio de Lysekil
Lysekil (en sueco: Lysekils kommun) es un municipio en la provincia de Västra Götaland, al suroeste de Suecia. Su sede se encuentra en la localidad de Lysekil. El municipio actual se formó en 1971 cuando la ciudad de Lysekil (instituida como tal en 1903) se fusionó con Stångenäs y la isla de Skaftö.

## Localidades
Hay 4 áreas urbanas (tätort) en el municipio:
| # | Tätort        | Población |
| - | ------------- | --------- |
| 1 | Lysekil       | 7877      |
| 2 | Brastad       | 2289      |
| 3 | Grundsund     | 649       |
| 4 | Fiskebäckskil | 262       |